# Ада (графиня Голландії)
Ада (нід. Ada van Holland; бл. 1188–1223) — графиня Голландії і Зеландії в 1203—1213 роках.

## Життєпис
Походила з династії Герульфінгів. Друга донька Дірка VII, графа Голландії і Зеландії, та Агнес Клевської. Народилася близько 1188 року. Близько 1203 року після смерті старшої сестри Адельгейди стала спадкоємицею трону.
4 листопада 1203 року після смерті батька успадкувала Голландію та Зеландію. Втім свої претензії на ці графства висунув її вуйко Вільгельм. Для зміцнення свого становища за пропозицією матері Ада вийшла заміж за графа Людовика ван Лоона. Вона так поспішала, що весілля відбулося до похорону батька, що призвело до невдоволення знаті.
Почалося повстання, мати та чоловік Ади втекли до Утрехту. У грудні 1203 року потрапила у полон в Лейденському замку, який захопив Філіпп ван Вассенар, бургграф Лейдену. Її було відправлено на острів Тексел, а згодом — до Англії. Втім за неї продовжував боротьбу чоловік. Зрештою 1206 року було укладено Брюзьку угоду, за якою Вільгельм визнав за Адою та Людовиком графські титули, а володіння було розділено — Ада ставала лише графинею Голландською, решту отримував Вільгельм. Проте фактично останній зосередив владу у більшій частині Голландії.
У 1207 році Ада з чоловіком перебралися до Лоону, де звернулися до імператора Оттона IV Вельфа щодо повернення їм Голландії. Втім у 1208 році імператор визнав Вільгельма графом Голландським. Ада продовжила свою боротьбу, підтримавши Гогенштауфенів. Проте 1213 року Аді з чоловіком довелося остаточно відмовитися від своїх прав на користь Вільгельма. У 1218 році помирає її чоловік.
Померла Ада в 1223 році, була похована в абатстві Геркенроде в Хасселті.